# Байков В'ячеслав Петрович
Ба́йков В'ячесла́в Петро́вич (*21 травня 1950, село Новий Утчан, Алнаський район) — удмуртський актор, заслужений (1987) та народний (1991) артист Удмуртії.
В'ячеслав Петрович закінчив Московське вище театральне училище імені Б. В. Щукіна при Державному академічному театрі імені Є.Вахтангова в 1973 році та став актором Удмуртського драматичного театру.
Основні ролі:
- Акмар — «Мултан уж» («Мултанска справа») за Михайлу Петровим
- Єремеєв — «Минулим літом у Чулимську» за А.Вампіловою
- Пугачов — «Гаян» за Михайлу Коноваловим
- Сганарель — «Лікар по-неволі» за Ж. Б. Мольєром
- Капир'янов — «Атас Гірі» («Гришка Петухов») за Анатолієм Григорьевим
- Пері — «Еш-Терек» за Егором Загребіним

В 1994 році знявся в ролі Тутоя в удмуртському повнометражному художньому фільмі «Тінь Алангасара».